# Święty Alojzy Gonzaga (obraz El Greca)
Święty Alojzy Gonzaga (Święty Alojzy Gonzaga jako student) – portret autorstwa malarza pochodzenia greckiego Dominikosa Theotokopulosa, znanego jako El Greco znajdujący się w kolekcji prywatnej Converse, w Santa Barbara.
Portret przedstawia świętego Alojzego Gonzagę, prawdopodobnie gdy ten w wieku czternastu lat przebywał wraz z ojcem na dworze Marii Hiszpańskiej. José Gudiol datuje obraz na lata 1579–1586, choć wiadomo, że młody Gonzaga przebywał na dworze królewskim ok. roku 1583 i wcześniej El Greco nie mógł go namalować. Harold Wethey datuje obraz na rok 1582 i jest to bardziej prawdopodobna data powstania płótna.

## Proweniencja
Harold E. Wethey wymienia prywatną kolekcję, w której znajduje się portret: kolekcja M. Converse w Santa Barbara w Kalifornii; wcześniej obraz znajdował się w kolekcji Paoblo Boscha w Madrycie. Antonia Vallentin w swojej monografii wspomina o istnieniu dwóch kopii tego portretu, przy czym jedna miał znajdować się w Hadze, a druga w Nemes.